# ای‌اس‌ال ایرلاینز سوئیس
ای‌اس‌ال ایرلاینز سوئیس (به انگلیسی: ASL Airlines Switzerland) یک شرکت هواپیمایی است که در تاریخ ۱۹۸۴ میلادی تأسیس شده است.
دفتر مرکزی ای‌اس‌ال ایرلاینز سوئیس در الش ویل، بازل-لاندشافت واقع شده‌است و قطب این شرکت هواپیمایی در فرودگاه بازل-مولوز-فرایبورگ اروپا قرار دارد.